# Mubarak Yousef Al Rumaihi
Mubarak Yousef Al Rumaihi (né le 1er janvier 1984) est un cavalier qatarien de saut d'obstacles. Aux Jeux asiatiques de 2010, il finit 4e en individuel et par équipe.